# Успенский мост
Успенский мост — мост через реку Днепр в Смоленске. Соединяет Ленинский и Заднепровский районы города.

## История

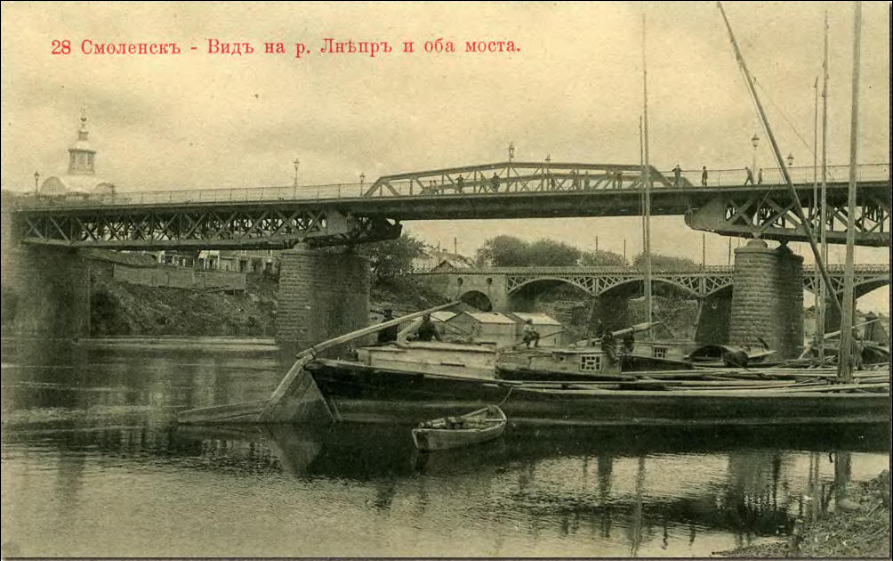
Дореволюционная открытка с двумя мостами через Днепр

Успенский мост, соединяющий улицы Большую Советскую и Беляева, построен в 1944 году на месте взорванного в 1941 году отступающими советскими войсками Железного моста.
Железный мост был возведён в 1897 году и получил своё название благодаря оригинальной конструкции из железных ферм. В непосредственной близости от него находился деревянный мост, издавна существовавший на этом месте и многократно перестраивавшийся; его кирпичные опоры сохранились до наших дней.
19 марта 1944 года открылось движение по восстановленному мосту. Современная конструкция представляет собой трёхпролётный железобетонный балочно-консольный мост длиной 153 м.
Впоследствии мост реконструировался в 1970-х и 1990-х годах. В 2012 году параллельно ему был возведён пешеходный мост.

## Название

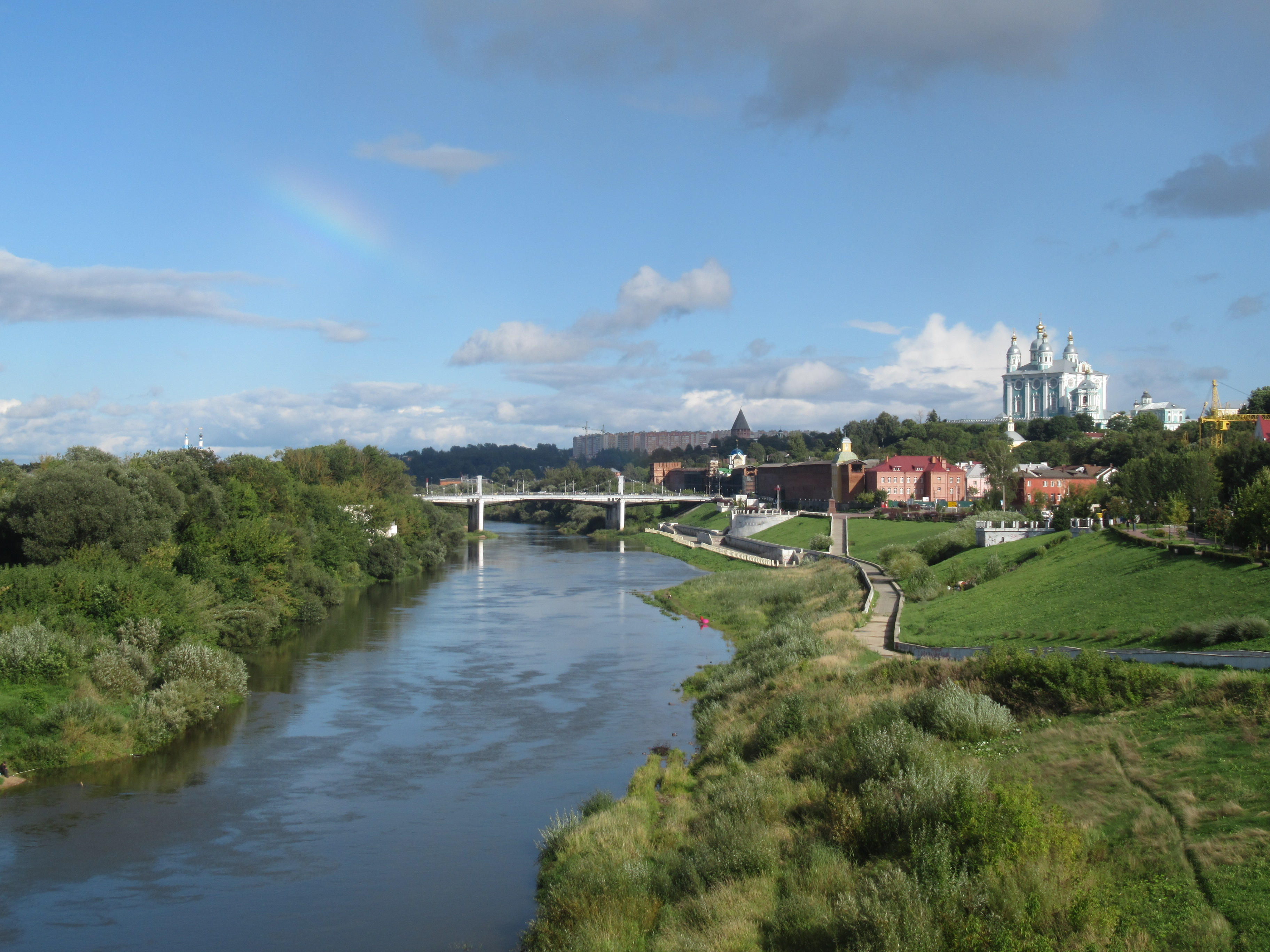
Вид на Успенский мост и Успенский собор с Петропавловского моста

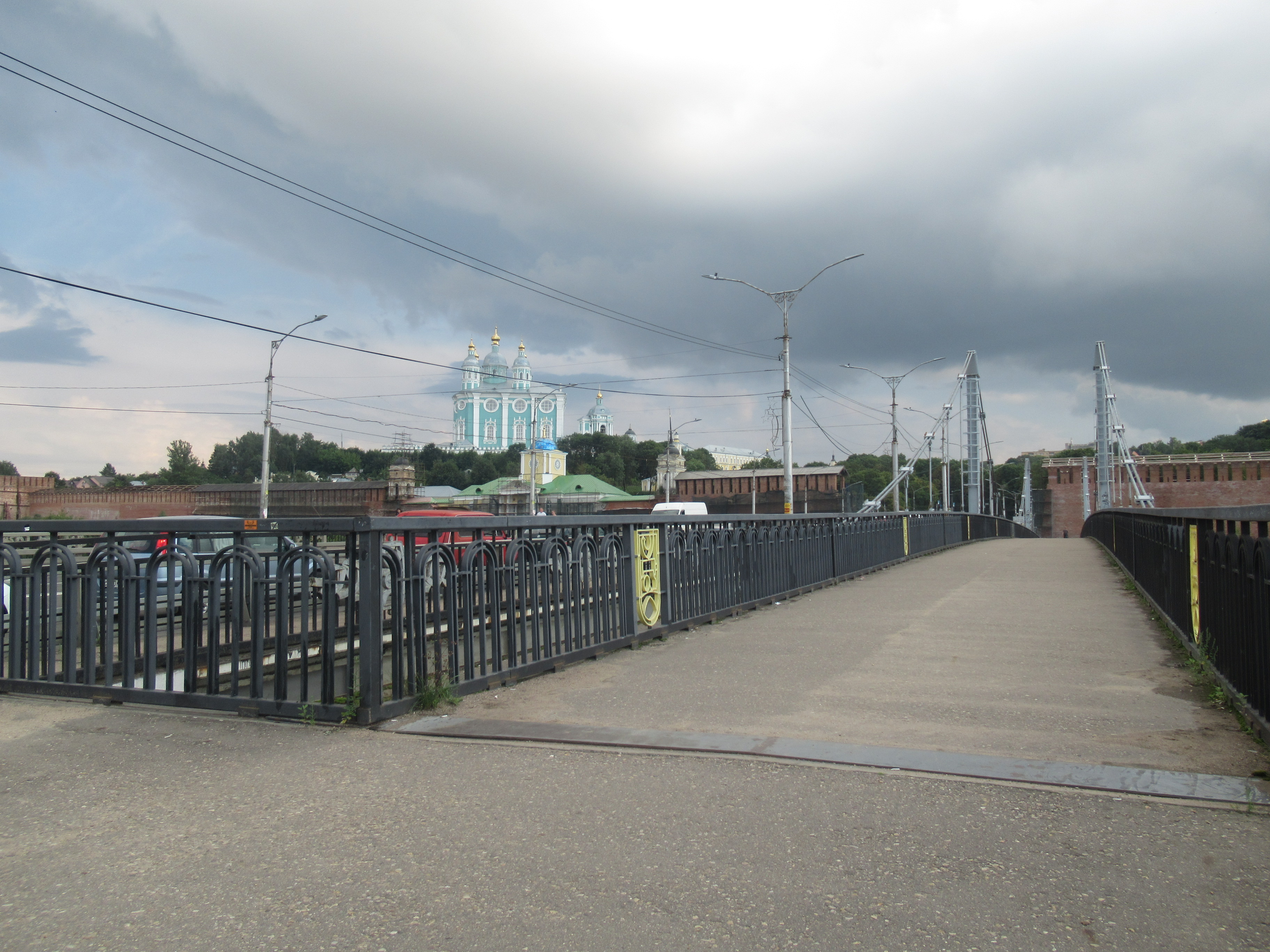
Пешеходный мост: вид в направлении Соборной горы

Долгое время смоленские мосты не имели официальных названий. В народе мост назывался Центральным.
В 2012 году мэр Александр Данилюк поддержал инициативу жителя Смоленска Виктора Борисова дать мостам через реку Днепр в черте города Смоленска официальные названия. Затем Смоленский городской совет предложил горожанам прислать свои варианты наименований.
В октябре 2018 года администрация Смоленска на своём сайте запустила интернет-опрос по выбору названия каждому из трёх мостов через Днепр. В числе вариантов названия моста в районе улицы Большой Советской были такие: Успенский, Соборный, Днепровский, Троицкий, Благовещенский, Большой, Советский и др. По итогам опроса голоса распределились следующим образом: Успенский (33,7 %), Соборный (29,4 %), Советский (8,8 %). В итоге было выбрано название Успенский, по расположенному поблизости Успенскому собору.